# 1st Intelligence, Surveillance and Reconnaissance Brigade
Die 1st Intelligence, Surveillance and Reconnaissance Brigade (ISR, deutsch 1. Nachrichtendienst-, Überwachungs- und Aufklärungsbrigade) gehört zur British Army.

## Aufgaben
Als Teil des Force Troops Command wurde sie am 1. September 2014 einsatzbereit gemacht und ist verantwortlich für alle ISR-Tätigkeiten der britischen Armee, einschließlich elektronischer Kriegsführung und Fernmelde- und Elektronischer Aufklärung, Waffenortungsradar und andere technische Überwachungsgeräte, Überwachungs- und Zielerfassungspatrouillen sowie Dronen. Sie soll in der Lage sein, maßgeschneiderte ISR-Gruppen bereitzustellen. Seit August 2019 ist sie Bestandteil der 6. UK Division.

## Aufbau
Die Brigade besteht im September 2019 aus zehn regulären Einheiten und neun Reserveeinheiten und hat ihr Hauptquartier in Upavon, Wiltshire.